# Distretto di Mandsaur
Il distretto di Mandsaur è un distretto del Madhya Pradesh, in India, di 1 183 369 abitanti. È situato nella divisione di Ujjain e il suo capoluogo è Mandsaur.